# فرنسيسكو مارتين مورينو
فرنسيسكو مارتين مورينو (بالإسبانية: Francisco Martín Moreno)‏ هو كاتب مكسيكي، (ولد في مدينة مكسيكو في المكسيك 1946  م).